# جورج بيك (لاعب كرة قاعدة)
جورج بيك (بالإنجليزية: George Beck)‏ هو لاعب كرة قاعدة أمريكي، ولد في 21 فبراير 1890 في ساوث بند في الولايات المتحدة، وتوفي في 29 أكتوبر 1973.

## وصلات خارجية
- جورج بيك على موقعبيزبول رفرنس.كوم (الدوري الرئيسي) (الإنجليزية)
- جورج بيك على موقعبيزبول رفرنس.كوم (الدوري الثانوي) (الإنجليزية)